# Microchrysa edwardsi
Microchrysa edwardsi är en tvåvingeart som beskrevs av Lindner 1939. Microchrysa edwardsi ingår i släktet Microchrysa och familjen vapenflugor.
Artens utbredningsområde är Uganda. Inga underarter finns listade i Catalogue of Life.